# Daconotus projectus
Daconotus projectus är en insektsart som beskrevs av William D. Funkhouser 1936. Daconotus projectus ingår i släktet Daconotus och familjen hornstritar. Inga underarter finns listade i Catalogue of Life.